# Bienerth Gusztáv
Bienerth Gusztáv (Budapest, 1954 –) magyar üzletember, kormánybiztos, sporttisztviselő, a Magyar Úszó Szövetség volt elnöke.

## Élete és pályafutása
Az Eötvös Loránd Tudományegyetem jogi karán szerzett oklevelet 1979-ben, majd a bostoni Harvard Business School hallgatója volt. 1994 és 2007 között a PricewaterhouseCoopers pénzügyi vállalat budapesti irodájának vezérigazgatójaként, majd regionális vezetőjeként tevékenykedett. 2006–2010-ben az Amerikai Kereskedelmi Kamara magyarországi elnöke volt. 2007 és 2010 között a Magyar Labdarúgó-szövetség (MLSZ) nemzetközi igazgatója; 2008–2012-ben a Nemzetközi Labdarúgó-szövetség (FIFA) jogi bizottságának tagja volt. 2011 januárjában a Nézőpont Intézet Alapítvány kuratóriumának elnöke lett. 2011–2012-ben a Magyar Kézilabda Szövetség (MKSZ) nemzetközi ügyekért felelős elnökségi tagja volt. 2013 és 2016 között a Roland Berger gazdasági tanácsadó cég elnöki tisztségét töltötte be. A Ferencvárosi Torna Club igazgatósági tagja.
2016. április 15-én kinevezték a turizmussal kapcsolatos állami feladatok koordinálásáért felelős kormánybiztossá. 2017. január 8-án a Magyar Úszó Szövetség (MÚSZ) rendkívüli tisztújító közgyűlésén megválasztották a szövetség elnökének a posztról lemondott Gyárfás Tamás helyére. 2017. február 1-én lemondott az államtitkári posztjáról.
2017. szeptember 1-én, pénteken 10 órától rendkívüli közgyűlést tartott a Magyar Úszó Szövetség, amit azok után hívtak össze, mert rögtön a világbajnokság után lemondott az ellenőrző testület elnöke, majd hat elnökségi tag. A rendkívüli közgyűlésen a MÚSZ visszahívta Bienerth Gusztávot.